# Frank Riva
Frank Riva est une série télévisée franco-allemande en six épisodes de 90 minutes créée par Philippe Setbon, réalisée par Patrick Jamain et diffusée entre le 7 novembre 2003 et le 29 novembre 2004 sur France 2.

## Synopsis
Après une longue disparition, l'ex-commissaire Frank Riva reprend du service pour régler des comptes avec la mafia et avec son propre passé.

## Fiche technique
- Titre : Frank Riva
- Réalisation : Patrick Jamain
- Scénario et dialogues : Philippe Setbon et Thierry Aguila
- Musique : Julien Chirol, Pierre-Luc Jamain, Lââm et Axelle Red

- Image :
  - Directeur de la photographie : Willy Stassen
  - Premiers assistants caméra : Thierry Bodin, Delphine Dumas et Cyril Lebre
  - Deuxième assistant caméra : Thomas Cousin
  - Photographes : Laurent Denis et Manuelle Toussaint

- Décors :
  - Création des décors : Bruno Vavasseur
  - Première assistante décorateur : Florence Emery
  - Assistants décorateur : Arnaud Chauvin, Ricardo Esteban, Denis Grigri, Grégory Nowak et Géraldine Pain

- Production :
  - Producteur : Alain Pancrazi et Odile McDonald
  - Coproducteurs : Arnaud De Battice, Sylvain Goldberg, Peter Nadermann et Cyril Viguier
  - Producteur associé : Alain Delon
  - Producteurs exécutifs : Jacques Innocenti, Philippe Laurent et António da Cunha Telles

- Direction de production :
  - Directeur de production : Philippe Chaussende
  - Régisseur général : Jean-Marc Goutas
  - Directeur d'unité : David Caujolle
  - Directrice de la post-production : Agnès Datin
  - Administrateur de production : Bruno Crespin
  - Coordinatrices de production : Bérangère Ferrand, Valérie Freville et Céline Norelli
  - Assistante de production : Sophie Monniot
  - Assistante production : Caroline Peyramaure
  - Administrateur production : Anne Rabiers du Villars
  - Coordinateur production Allemagne : Iris Bucher

- Assistance réalisateur :
  - Premier assistant réalisateur : Nicolas Douai
  - Deuxièmes assistants réalisateur : Vincent Jamain et Hiromi Rollin
  - Assistant directeur : Julien Zeitouni

- Collaborateurs script :
  - Scripte : Cécile Tournoux
  - Assistante superviseur scripte : Laurie Nedoncelle

- Montage :
  - Chef montage : Robert Rongier
  - Chef monteuse son : Sylviane Bouget
  - Montage son directs : Tessa Pontaud
  - Assistant chef monteuse son : Sandy Notarianni
  - Apprentie chef monteuse son : Delphine Avrouin

- Distribution des rôles :
  - Casting : Sylvie Brocheré
  - Casting figuration : Catherine Chambelland
  - Assistant casting : Pierrick Boilevin

- Techniciens du son :
  - Chefs opérateurs du son : Jean Minondo, Stéphane Kah et Olivier Le Vacon
  - Bruiteur : Gadou Naudin
  - Mixeur : Bruno Mercere
  - Assistant son : Alexandre Andrillon et Laurent Bluwal
  - Assistant son set : Arnaud Julien

- Costumes :
  - Responsables costumes : Éric Perron et Pierre Ruff
  - Création des costumes : Linda Guégan
  - Habilleuses : Christine Civrac et Annie Willaime

- Maquillage :
  - Chef maquilleuse : Valérie Beauregard
  - Maquillage : Fabienne Gervais, Cécile Marques
  - Chef coiffeuse : Nathalie et Emmanuel Venet
  - Chef coiffeur : Marc Villeneuve
  - Coiffure : Lucio, Diane Mahmoudi, Cécile Marin, Lyda Sanchez et Julie Tchekinian

- Effets spéciaux : Pierre Foury, Jean-Claude Schifrine et Benoît Squizzato

- Construction et artisanat :
  - Chef constructeur : Philippe Vermeille
  - Chef peintre : Alexandra Boucan
  - Chef machiniste : Paul Schmied
  - Deuxième assistant directeur art : Daniel Ravaz
  - Peintres : Bastianine Biddan, Virginie Le Forestier et Isabelle Magos
  - Menuisiers : Daniel Borgnon, Christophe Moreau et Pascal Schiltz
  - Set : Lise Péault

- Cascades :
  - Réglages cascades : Pascal Guégan
  - Cascadeurs : Alain Barbier, Patrick Robineau, François Schetelat, Alain Grellier, Audrey Ottaviano, Grégory Loffredo, Bernard Chevreul, Thierry Saelens et Olivier Schneider
  - Cascades autos/moto : Michel Julienne, Catherine Robert, Jean-Claude Lagniez et Patrick Ronchin

- Entourage Alain Delon :
  - Assistante Alain Delon : Sophie Blanchouin
  - Costumes Alain Delon : Marielle Robaut
  - Habilleuse Alain Delon : Julie Sudre
  - Maquilleuses Alain Delon : Muriel Dubrulle et Kathia Ruiz
  - Coiffure Alain Delon : Mathieux
  - Doublure lumière Alain Delon : Philippe Mayne
  - Chauffeur Alain Delon : Zina
  - Sécurité Alain Delon : Daniel Broussin

- Tournage :
  - Lieux de tournages : Paris, France et Portugal.
  - Date de tournage :
    - Vol. 1 : février 2003 - mai 2003
    - Vol. 2 : 11 mars - 11 juin 2004

- Divers :
  - Chef lumière : Vincent Piette
  - Electriciens : Victor Abadia, Jean Atanassian, Marc Baudrillart, Thierry Debove, Jérôme Di Cola, René Haan, Philippe Vigier, Jean-Pierre Voisin et Olivier de Pessemier
  - Machinistes : Éric Bonnaire, Pierre-Loup Corvez, Antoine Husson, Dominique Lepage, Laurent Passera, Frédéric Perrin et Alexandre Tommasi
  - Etalonnage couleurs : Philippe Mathis
  - Cadreur et steadycamer : Jean-Pierre Hervé
  - Conducteur de groupe : Michel Garçon
  - Conseillers armes : Christophe Maratier, Marc Leroyer, Arnaud Peltier, Stéphane Linet
  - Voiture Travelling : Michel Norman
  - Directeur fiction France 2 : Laurence Bachman, Guillaume Renouil et Cécile Roger-Machart
  - Directeur fiction ZDF : Klaus Bassiner et Wolfgang Feindt
  - Attachées de presse : Veronique Hallu et Violaine Petite
  - Générique trucage : Sébastien Schifrine
  - Génériques : Emmanuel Duchemin
  - Laboratoire : ExMachina, France
  - Durée : 540 minutes (9 h) (6 parts)
  - Pays : France
  - Langue : français / allemand
  - Couleur : Color
  - Technologie du son : Stéréo
  - Sociétés de production : At Productions et ZDF Enterprises
  - Sociétés de distribution : Alliance Atlantis Vivafilm (DVD)
  - Date de sortie : 6 novembre 2003 (Suisse)

## Distribution
- Alain Delon : François Rezzoni dit Frank Riva
- Jacques Perrin : Xavier Unger
- Sophie von Kessel : commissaire Lydie Herzog
- Cédric Chevalme : Hervé Sebastian
- Mireille Darc : Catherine Sinclair
- Elsa Kikoïne : Juliette Janssen
- François Vincentelli : Guy 'Guido' Buscema
- Matthieu Rozé : Jean-Luc Roth
- Philippe Leroy : Norbert Loggia
- Luis Marquès : Maxime Loggia
- Nicole Calfan : Madeleine Unger
- Jean-Claude Dauphin : Renaud Berson
- André Pousse : Paul Pontevecchio
- Yves Afonso : Roman
- Pascal Demolon : Jean-Claude Marcellin, alias Pola
- Maurice Mons : Joseph Faggioli, alias Jo le Haricot
- Jacques Sanchez : Lucien Puddù
- Philippe Maymat : Serge Graves
- Philippe Baronnet : Marc-Antoine « Tony » Rezzoni
- Jacques Marchand : Jean Kolescu
- Francine Olivier : Mme Kolescu
- Philippe Étesse : ministre de l'Intérieur
- Francis Frappat : Dr. Émile Strobe
- Bernard Doré : le garde du corps de Norbert Loggia
- Jean-Michel Guerin : le commandant
- Rachel Druet : la fille avec Roth
- Mélanie Maudran : Nina Rizzi
- Alice Taglioni : Marie Forlo
- Venantino Venantini : Francesco « Francis » Melfi
- Philippe Ambrosini : René Nieves, dit « Néné »
- Beppe Chierici : Claude Lupo
- Marie Marczack : Maryse Melfi
- Jacques Le Carpentier : Thomas Chauveau
- Adama Niane : le barman du « Hustler »
- Jean-Marie Retby : le présentateur du « Hustler »
- Jean-Pierre Loustau : le tireur délite
- Lény Sellam : le capitaine
- Philippe Mayne : le pilote de Loggia
- Daniel Broussin : garde du corps Norbert Loggia
- Virginie Théron : Sofia Rizzi
- Angelo Aybar : Franciso Arau
- Rodolfo De Souza : Hernando Villanueva
- Jean-Paul Solal : Pierre-Alain Krintzel
- Patrice Juiff : Lorneau
- Carmela Ramos : Nelson/Minda Fierro
- Éric Defosse : Jimmy Esperanza, alias Jefferson Villa
- Carole Weiss : l'infirmière de Madeleine
- Stéphane Russel : l'infirmier de la clinique suisse
- Jérôme Keen : ingénieur « Loggia International »
- Mathieu Barbier : deuxième ingénieur
- Christophe Vienne : le jeune inspecteur
- Candice Hugo : la conductrice de la camionnette
- Alexandre de Seze : un agent
- Nicolas Woirion : un agent
- Gilles Treton : le chirurgien
- Cris Campion : Stan Duval
- Jean Dalric : Dr. Jacques Barrière
- Géraldine Danon : Alberta Olivieri
- Charlotte Faivre : Marlène Alda
- Sylvie Ferro : Lola
- Arnoldo Foà : Louis Loggia
- Yves Michel : homme de main d'Alberta
- Marc Samuel : Joël Stern
- Guillaume Zublena

## Épisodes

### Première saison (2003)
1. L'Homme de nulle-part
2. La Croix étoilée
3. Le Dernier des trois

### Deuxième saison (2004)
1. Les Loups
2. L'Ange rouge
3. L'Homme traqué